# Гидрострелка
Гидрострелка (гидравлический разделитель, гидроразделитель, бутылка, гидродинамический терморазделитель)
используется в системах отопления для выравнивания температур и давлений теплоносителя в системе. 
Разновидность байпаса для отопительных систем с принудительной циркуляцией теплоносителя, требующих различной скорости циркуляции теплоносителя в разных контурах источников и потребителей тепла, и потому имеющих свой циркуляционный насос в каждый контур отопления. 
Представляет собой располагаемую вертикально ёмкость для прохода теплоносителя, имеющую несколько расположенных на разной высоте боковых патрубков для подключения источников и потребителей тепла. Минимум 4 патрубка: 2 в верхней части, и 2 в нижней. Через верхние впускают и выпускают горячий теплоноситель, через нижние - обратный ток более холодного теплоносителя.  Обычно в верхней части ёмкости так же делают клапан для стравливания воздуха, а в нижней - кран для удаления осадка. Существуют и горизонтальные конструкции с частичными перегородками внутри.
Теплоноситель в гидрострелке имеет возможность перетекать из любого патрубка в любой, в зависимости от различия давлений и температур на разных входах и выходах, естественным образов подстраиваясь под различные обстоятельства. Например, если в случае когда подключен один котёл и несколько батарей, но все батареи перекрыты, теплоноситель будет свободно циркулировать через гидрострелку как через байпас, исключительно по контуру отопительного котла. При открытии батарей и включении в их контурах циркуляционных насосов, они будут в верхней части гидрострелки забирать горячий теплоноситель в соответствии с их пропускной способностью.
Если расходы в первичных и вторичных контурах одинаковы, гидрострелка фактически не выполняет никакой функции, пропуская горячий теплоноситель от источникав тепла потребителям без смешивания со встречным потоком холодного. Если какой-то из контуров требует большего расхода, чем другие, то благодаря гидрострелке недостающая часть этого расхода берётся из встречного потока, как через байпас. Таким образом, работа каждого насоса гидравлических контуров не зависит от работы других насосов. При отсутствии гидрострелки в случае дисбаланса расходов и напоров некоторые насосы могли бы перекачивать жидкость из других насосов, в результате чего некоторые контуры получали бы меньший расход, чем предусмотренный проектом, в то время как другие будут получать больший расход, и насосы, получающие больший расход, рисковали бы перегрузиться, в то время как контуры, подключенные к другим насосам, оказались бы с заниженным давлением. Таким образом, благодаря этому устройству удаётся избежать явления кавитации.
В некоторых конструкциях внутрь ёмкости добавляют различные препятствия, мешающие свободному току теплоносителя, и обеспечивающие некоторое перемешивание разных потоков для достижения желаемого распределения тепла по потребителям. Для этой же цели в некоторых конструкциях практикуют размещение патрубков не на напротив друг друга, а со смещением.
Так же, за счёт формирования градиента тепла вдоль вертикальной оси гидрострелки, при поддержании рассчётного баланса расходов, можно раздавать различным потребителям теплоноситель разной температуры.
Считается, что при включении в систему гидрострелки, котёл работает мягче и легче. Многие проектировщики утверждают, что гидрострелка необходима только при использовании в крупных котельных, начиная с 80 кВт. Грамотная, экономичная работа системы отопления целиком и полностью зависит от грамотного и правильного распределения теплоносителя по системе отопления, правильного выбора скорости течения в гребёнке и гидрострелке.
Гидрострелки обычно рассчитываются индивидуально. Главный параметр — горизонтальная скорость движения жидкости внутри ГС. Некоторые производители усредняют эти параметры и изготавливают серийно линейку гидрострелок. Среди производителей встречаются изготовители термогидравлических распределителей, которые производят расчет и проект ГС именно под определенные нужды. Это сводит КПД систем отопления к максимальным значениям. Обычно гидрострелки изготавливают в паре с гидроколлектором.
Есть специальные гидрострелки для объединения двух или более теплогенераторов-котлов. Гидрострелки могут быть изготовлены таким образом, чтобы от источников тепла (котла, например) в неё входило 2 или 3 трубы. Тогда гидрострелки называются совмещенными. Этот вариант исполнения гидравлического разделителя является альтернативой каскадному подключению нескольких источников тепла (котлов) и очень удобен — в гидрострелку сразу заводятся несколько источников, что сильно экономит место в котельных.

## Критика
Применение гидрострелок в подавляющем большинстве отдельно стоящих частных домов площадью до 1000 квадратных метров не требуется. Однако монтажные организации крайне часто советуют ставить гидрострелки для устранения необходимости балансировки системы и дополнительного заработка, приписывая в рекламных целях гидрострелкам качества, которыми они с практической точки зрения не обладают. Больше того, установка гидравлической стрелки — это предпосылка несанкционированного перепуска обратной воды в подачу. Температура прямой сетевой воды может стать ниже заданной величины.